# توسوفلوکساسین
توسوفلوکساسین(به انگلیسی: Tosufloxacin) یک آنتی‌بیوتیک فلوروکینولونی است. این دارو در ژاپن با نام تجاری Ozex به فروش می‌رسد.  